# Петреево (Псковская область)
Петреево — деревня в Великолукском районе Псковской области России. Входит в состав сельского поселения «Черпесская волость».
Расположена на севере района, в 45 км (или в 66 км по дорогам) к северу от райцентра Великие Луки, в 10 км к северо-востоку от волостного центра, деревни Черпесса и в 1 км к востоку от деревни Бор.

## Население
Численность населения деревни по состоянию на 2000 год составила 4 жителя, на 2010 год — 7 жителей.